# Schidne (obwód chersoński)
Schidne (ukr. Східне) – wieś na południu Ukrainy, w obwodzie chersońskim, w rejonie biłozerskim. Miejscowość liczy 842 mieszkańców.

## Historia
Miejscowość założona w końcu XIX wieku jako chutor Bahnenko.